# Rohan Kishibe
Rohan Kishibe è uno dei protagonisti della quarta serie del manga Le bizzarre avventure di JoJo di Hirohiko Araki, Diamond is Unbreakable. 
Rohan è apparso per la prima volta nel capitolo 318 del manga e da allora è diventato un personaggio principale, comparendo fino alla fine.
È anche l'unico personaggio della serie che ha avuto degli spin-off a lui dedicati, tre in totale. In questi spin-off, cose strane e paranormali di solito accadono a Rohan mentre fa ricerche per scrivere i suoi manga.

## Storia
Autore di manga (e alter ego dell'autore Araki), conduce una vita tranquilla nella piccola cittadina di Morio Cho. Quando Koichi Hirose, fan di una delle serie di maggior successo dell'autore (Pink Dark Boy) viene convinto da Hazamada di andare a far visita alla sua abitazione, Rohan sta vivendo un periodo di mancanza di creatività. In realtà il mangaka è portatore dello Stand Heaven's Door, che permette di sfogliare le persone come libri, potendo leggere tutte le informazioni che le riguardano e modificare la loro stessa memoria/comportamento. Affascinato dai bizzarri eventi che hanno visto protagonista Koichi, il mangaka decide di usarlo come fonte d'ispirazione, manipolandolo allo stesso tempo affinché Kishibe non possa essere attaccato in nessun modo. Soltanto l'intervento di Josuke Higashikata salverà l'amico in difficoltà, costringendo l'autore a un periodo di degenza in ospedale. Dopo questo avvenimento Rohan diverrà amico di Koichi, nutrendo nei suoi confronti una grande stima, anche se manterrà l'astio nei confronti di Josuke.
In seguito scoprirà di essere stato, da bambino, l'unico sopravvissuto alla strage del killer Yoshikage Kira; avvisato dal fantasma di una della sua vittime, Reimi Sugimoto, collaborerà con il gruppo di Josuke nel tentativo di fermare il killer di Morioh.

## Personalità
Solitamente non mostra alcun interesse nelle persone, che lo considerano pieno di sé ed arrogante, ma per quelle che lo colpiscono in maniera particolare come Koichi, mostra un interesse patologico. La sua unica, vera passione è scrivere manga, mettendo i soldi e la fama in secondo piano; per il suo senso di perfezionismo è disposto a fare lunghe e dettagliate ricerche sul campo. Nonostante il suo egoismo, ha in fondo un senso di giustizia innato, in grado di portarlo a sposare la causa del bene e a scontrarsi con numerosi portatori di Stand privi di scrupoli.

## Stand
Heaven's Door è uno Stand dotato di abilità che ricalcano la passione di Rohan per i manga: partendo dall'idea che ogni nostra esperienza passata lasci un segno su di noi, chiunque osservi lo Stand ne rimane vittima e il corpo, in particolare il viso, può essere sfogliato come un libro. Tutte le notizie che lo riguardano possono essere conosciute dal portatore, al quale basta aggiungere o cancellare informazioni alla storia della vittima per farlo comportare a suo piacere. Rohan strappa pagine intere a Koichi rendendolo sempre più leggero. Tale è l'abilità del mangaka che gli basta disegnare in aria, o mostrare una tavola creata da lui, per fare in modo che chiunque veda quei disegni diventi sua vittima. Acquisendo sempre maggior esperienza, Rohan potrà evocare direttamente lo Stand (come Crazy Diamond di Josuke), il quale, toccando la vittima, la renderà automaticamente un libro aperto.